# Ann Roth
Ann Roth (* 30. Oktober 1931 in Hanover, Pennsylvania) ist eine US-amerikanische Kostümbildnerin.

## Leben
Die Tochter eines Farmers arbeitete nach ihrem Abschluss in Design an der Carnegie Mellon University von Pittsburgh 1953 zunächst als Kulissenmalerin an der Pittsburgher Oper, bevor sie 1957 die Chance bekam, Assistentin der Kostümbildnerin Irene Sharaff am Broadway zu werden. Ab 1958 stattete sie selbst zahlreiche Broadway-Produktionen aus und wurde zwischen 1976 und 1986 als Kostümbildnerin dreimal für den Tony Award nominiert. Seit Mitte der 1960er-Jahre arbeitet sie auch für Hollywood-Produktionen.
Ann Roth gewann 1997 den Oscar als Beste Kostümdesignerin für Der englische Patient sowie 2021 für Ma Rainey’s Black Bottom, für den sie außer einem BAFTA 14 weitere Preise bzw. Nominierungen erhielt. Außerdem war sie noch dreimal für Ein Platz im Herzen (1985), Der talentierte Mr. Ripley (2000), The Hours – Von Ewigkeit zu Ewigkeit (2003) nominiert. Im Jahr 1975 erhielt Roth den Britischen Filmpreis, Kategorie Beste Kostüme, für Der Tag der Heuschrecke. 2003 wurde sie mit dem Hollywood Discovery Award für ihr Lebenswerk ausgezeichnet.

## Filmografie (Auswahl)
- 1964: Henrys Liebesleben (The World of Henry Orient)
- 1965: Simson ist nicht zu schlagen (A Fine Madness)
- 1969: Asphalt-Cowboy (Midnight Cowboy)
- 1971: Klute
- 1975: Der Tag der Heuschrecke (The Day of the Locust)
- 1976: Eine Leiche zum Dessert (Murder by Death)
- 1982: Garp und wie er die Welt sah (The World According to Garp)
- 1984: Ein Platz im Herzen (Places in the Heart)
- 1985: Das Messer (Jagged Edge)
- 1986:  Sodbrennen (Heartburn)
- 1989: Im Zeichen der Jungfrau (The January Man)
- 1990: Fegefeuer der Eitelkeiten (The Bonfire of the Vanities)
- 1991: In Sachen Henry (Regarding Henry)
- 1996: The Birdcage – Ein Paradies für schrille Vögel (The Birdcage)
- 1996: Der englische Patient (The English Patient)
- 1998: Mit aller Macht (Primary Colors)
- 1998: Ausnahmezustand (The Siege)
- 1999: Der talentierte Mr. Ripley (The Talented Mr. Ripley)
- 2000: Forrester – Gefunden! (Finding Forrester)
- 2002: Signs – Zeichen (Signs)
- 2002: Adaption – Der Orchideen-Dieb (Adaption.)
- 2002: The Hours – Von Ewigkeit zu Ewigkeit (The Hours)
- 2003: Unterwegs nach Cold Mountain (Cold Mountain)
- 2004: Die Frauen von Stepford (The Stepford Wives)
- 2004: The Village – Das Dorf (The Village)
- 2004: Hautnah (Closer)
- 2006: Der gute Hirte (The Good Shepherd)
- 2007: Spuren eines Lebens (Evening)
- 2007: Margot und die Hochzeit (Margot at the Wedding)
- 2008: Inside Hollywood (What Just Happened?)
- 2008: Mamma Mia!
- 2008: Glaubensfrage (Doubt)
- 2008: Der Vorleser (The Reader)
- 2009: Julie & Julia
- 2011: Mr. Poppers Pinguine (Mr. Popper’s Penguins)
- 2012: Wie beim ersten Mal (Hope Springs)
- 2017: Die Verlegerin (The Post)
- 2018: The Seagull – Eine unerhörte Liebe (The Seagull)
- 2020: Ma Rainey’s Black Bottom
- 2023: Barbie (Filmrolle)